# Matraville, New South Wales
Matraville este o suburbie în Sydney, Australia.